# Bandeira e escudo de Castela e Leão

A bandeira de Castela e Leão é quadrada e é dividida em quatro quadrados de tamanhos iguais. O primeiro e o quarto quadrado é um campo vermelho, com um castelo de ouro no centro, que tem três janelas e uma porta em azul. O segundo e o terceiro quadrado: sobre campo prateado, há um leão púrpura, com a língua de fora, com unhas afiadas e uma coroa de ouro na cabeça.
A descrição está feita em uma linguagem heráldica, e é descrita como se fosse um brasão e não uma bandeira (erro bastante comum na Espanha). Isto afeta a sua descrição (nas bandeiras, não há quadrados) e as cores, já que nas bandeiras a cor prata equivale ao branco, o vermelho ao roxo e o dourado ao amarelo, mas na heráldica não há tonalidades, e na vexilologia há, coisa que completa a legislação.
É a bandeira histórica da Coroa de Castela desde o ano 1230, sendo uma das bandeiras mais antigas da Europa e do mundo. Os barcos de Cristóvão Colombo (que "descobriram" a América) a portavam.
A bandeira está presente por lei em todos os centros e atos oficiais da comunidade de Castela e Leão, à direita da bandeira espanhola.
Os desenhos representativos de Castela e Leão deram origem ao brasão da Espanha.

## Escudo
O escudo de Castela e Leão possui uma coroa real aberta em cima, sendo dividido em quatro quadrados. O primeiro e o quarto quadrado é um campo vermelho, com um castelo de ouro no centro, que tem três janelas e uma porta em azul. O segundo e o terceiro quadrado: sobre campo prateado, há um leão púrpura, com a língua de fora, com unhas afiadas e uma coroa de ouro na cabeça. 
O escudo atual de Castela e Leão é o mesmo que levava como armas o soberano Fernando III, o Santo, o qual em 1230 herdou de seu pai o Reino de Leão, unindo as coroas de Castela e Leão sob uma mesma coroa.
Deve-se observar que este escudo e a sua bandeira foram as que estavam nos mastros das caravelas espanholas que "descobriram" a América.